# Kim Behrens
Kim Behrens (Bremen, 22 de septiembre de 1992) es una deportista alemana que compite en voleibol en la modalidad de playa. Ganó una medalla de plata en el Campeonato Europeo de Vóley Playa de 2020, en el torneo femenino.

## Carrera deportiva

### Carrera de voleibol de interior
Behrens comenzó a jugar voleibol de interior en su ciudad natal a la edad de nueve años con el BTS Neustadt de Bremen. Más tarde jugó allí en el equipo de la liga regional, en la selección estatal de Bremen y en la selección nacional juvenil. En 2007, la atacante exterior se mudó al internado de voleibol de la USC Münster, donde jugó en el equipo de segunda división hasta 2016. En la temporada 2009/10 también tuvo varias cesiones en el equipo de primera división de la USC. En 2011, Behrens fue subcampeona de Alemania Sub-20 con el USC Münster.

### Carrera de voleibol de playa
Behrens ha estado activa en el voleibol de playa desde 2010. Al principio jugó con varias compañeras en el Smart Beach Tour y otros torneos nacionales. Terminó cuarta en el Campeonato Europeo Sub-20 de 2011 en Tel Aviv junto a Sandra Seyfferth. En 2012 formó dúo con Stefanie Hüttermann y estuvo en el Circuito Mundial de la FIVB por primera vez. En el Campeonato Alemán en Timmendorfer Strand, Behrens/Hüttermann ocupó el 13.º puesto. Después de esto, Behrens terminó quinta junto con Christine Aulenbrock en el Campeonato Mundial Sub-21 en Halifax, Canadá. En 2013 y 2014, Behrens volvió a jugar con Seyfferth. Las dos especialistas en defensa terminaron quintas en el Campeonato Europeo Sub-22 de Varna y novenas en el Campeonato Alemán. En 2014, Behrens/Seyffert se convirtieron en vicecampeonas mudiales en Oporto y nuevamente ocuparon el noveno lugar en el Campeonato Alemán. En 2015, Behrens tuvo varias compañeras, entre ellas Jenny Heinemann, con quien nuevamente terminó novena en el Campeonato Alemán. En el Circuito Mundial de la FIVB, en el Abierto de Antalya, Behrens terminó quinta con Anni Schumacher. En 2016 Nadja Glenzke fue su pareja. Behrens/Glenzke ganaron los torneos satélite de la CEV en Timișoara, Rumania, y Skopie, Macedonia. Behrens también terminó novena en el Campeonato Alemán de 2016 con Glenzke.

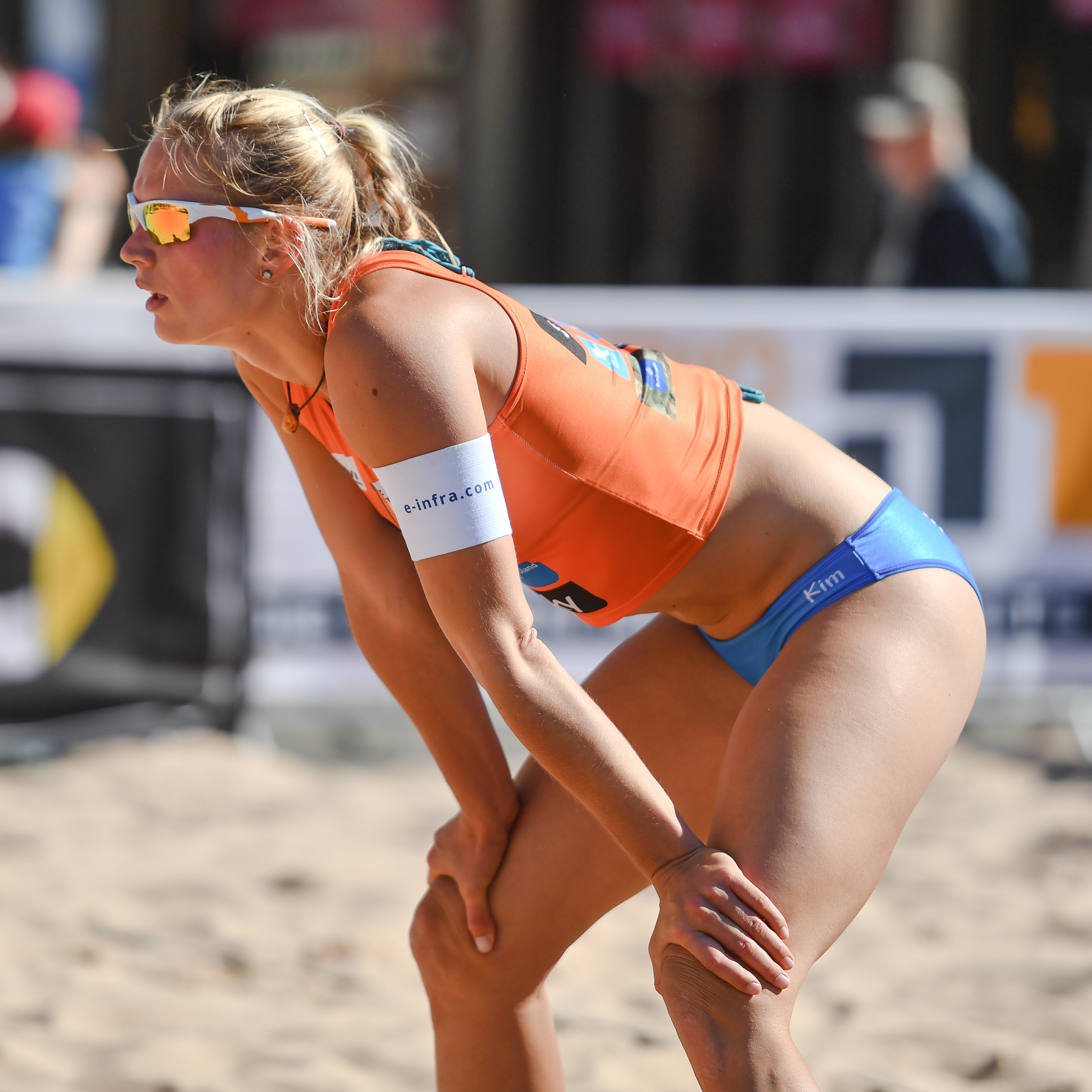
Behrens en el Smart Beach Tour de Núremberg en 2017.

En 2017, Behrens subió al podio por primera vez en el Circuito Mundial de la FIVB de ese año en el Shepparton australiano (torneo de 1 estrella) junto a Anni Schumacher. Otros éxitos de Behrens/Schumacher fueron un cuarto puesto en Sídney (2 estrellas) y el segundo puesto en Mónaco (1 estrella) en el Circuito Mundial. A esto en el Circuito Europeo de la CEV se sumó un segundo puesto en el Masters de Ankara y una victoria en el Satellite de Liubliana, así como victorias en la Smart Beach Cup de Núremberg y la Smart Super Cup de Kühlungsborn. En el Campeonato Alemán, Behrens/Schumacher terminaron séptimas, siendo su último torneo juntas, ya que Anni Schumacher terminó su carrera activa en voleibol de playa.
Desde octubre de 2017 hasta finales de 2018, Behrens formó equipo con Sandra Ittlinger, entrenada por Kay Matysik. En el Circuito Mundial de la FIVB 2017/18, las dos tuvieron numerosas ubicaciones entre los diez primeros. En el Campeonato Europeo de los Países Bajos, el equipo Behrens/Ittlinger finalizó noveno. En Timmendorfer Strand el equipo se proclamó subcampeón de Alemania tras una derrota final ante Bieneck/Schneider.

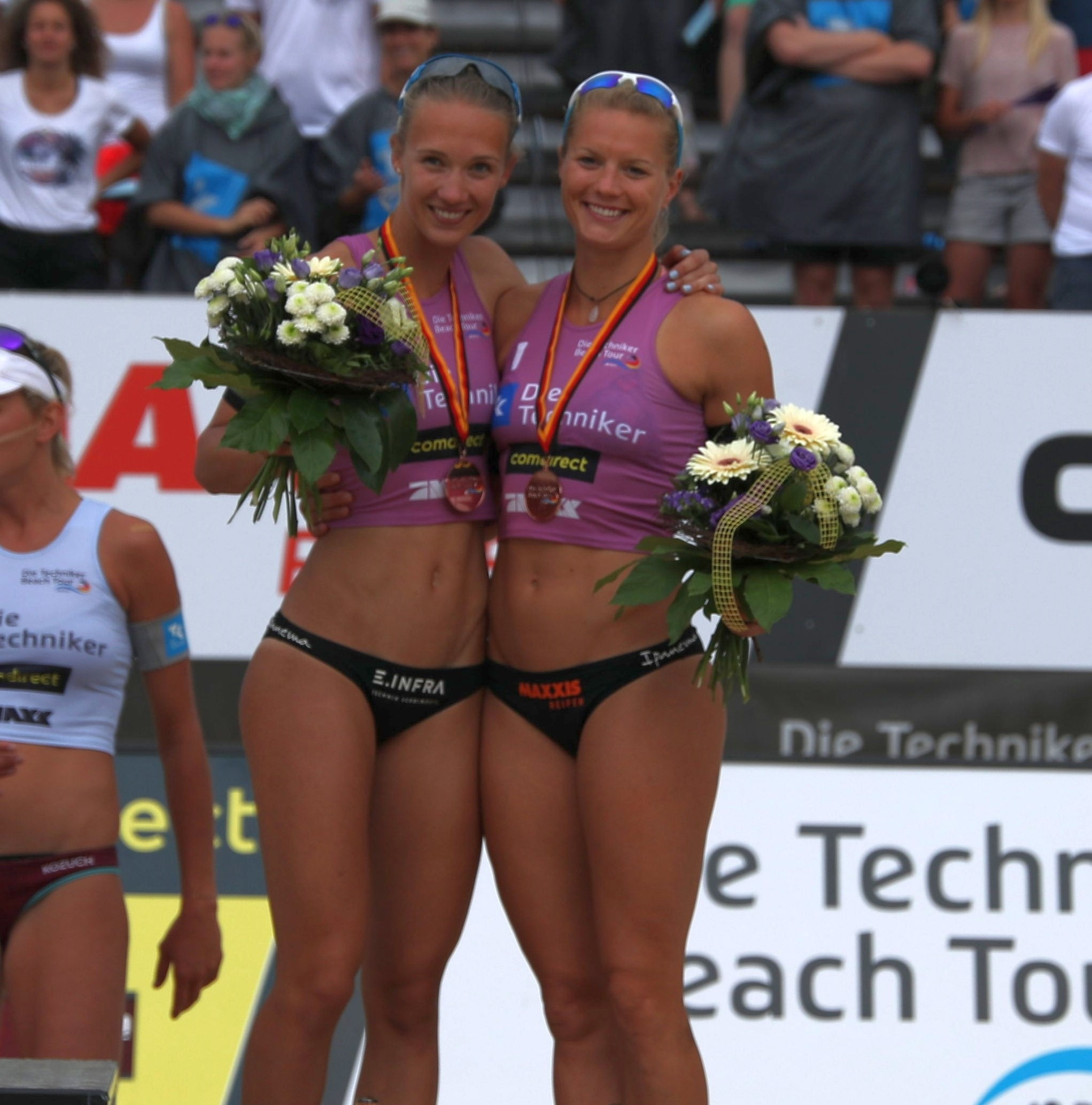
Behrens (derecha) con Sandra Ittlinger en el Techniker Beach Tour de Dresde en 2018.

Behrens ha jugado junto a Cinja Tillmann desde la primavera de 2019. En su primera temporada juntos, ganaron dos torneos en el Techniker Beach Tour (anteriormente Smart Beach Tour) nacional. Internacionalmente obtienen tres 17.º puestos en los torneos 4 estrellas del Circuito Mundial de la FIVB en Xiamen, Jinjiang y Espinho, aunque la Federación Alemana de Voleibol no las inscribió para otros seis torneos en los que habrían sido elegibles para jugar. En su decisión, la asociación se refirió a la necesidad de dar práctica de partidos internacionales a los equipos nacionales con vistas a los Juegos Olímpicos de Tokio 2020 y, por lo tanto, decidió en contra de Behrens/Tillmann, lo que resultó en que el equipo se defendiera legalmente. Después de un 17.º lugar en el Campeonato Mundial en Hamburgo y un noveno lugar. Clasificando al Campeonato Europeo en Moscú, el dúo terminó la temporada con un tercer puesto en el Campeonato Alemán, con Behrens venciendo a su excompañera Ittlinger en el partido por el tercer puesto.
Behrens/Tillmann también obtuvieron el tercer lugar en el Campeonato Alemán de 2020. Sin embargo, Behrens y Tillmann lograron el mayor éxito de sus carreras en el Campeonato Europeo ese mismo año en Jūrmala. Después de una derrota de 0:2 al comienzo, el dúo alemán ganó los siguientes cinco juegos con sets de 2:0 y solo fue derrotado por poco en tres sets en la final por las suizas Joana Heidrich y Anouk Vergé-Dépré después de perder un punto de partido (21:18, 14:21, 16:18). Al final de la temporada, las dos alemanas se convirtieron en vicecampeonas de Europa.
En 2021, Behrens volvió a jugar con Sandra Ittlinger. En el Circuito Mundial de la FIVB, las dos tuvieron resultados mixtos. En el German Beach Tour 2021 alcanzaron los lugares cuatro, dos y uno. En agosto quedaron en noveno lugar tanto en el Campeonato Europeo en Viena como en el torneo nacional «King of the Court» en Hamburgo. A principios de septiembre, Behrens/Ittlinger ocuparon el tercer lugar en el campeonato alemán.
Tras su pausa debido a su matrimonio y el nacimiento de su bebé, Behrens estuvo a finales de diciembre de 2022 junto a su nueva pareja Chenoa Christ en la final del torneo Future de La Haya, en la que perdió ante la dupla neerlandesa Brecht Piersma/Emi van Driel.

## Carrera profesional
Después de graduarse de la escuela secundaria en 2012, Behrens se formó con la policía de Münster. Luego completó un curso por correspondencia en psicología.

## Vida personal
Behrens se casó el 1 de enero de 2022 con el jugador de voleibol de playa neerlandés Steven van de Velde, y se convirtió en madre en la primavera de 2022.
Su hermano Kevin Behrens es un jugador de fútbol profesional y actualmente tiene contrato con el club Wolfsburgo que pertenece a la Bundesliga.

## Palmarés internacional
| Campeonato Europeo | Campeonato Europeo | Campeonato Europeo | Campeonato Europeo |
| Año                | Lugar              | Medalla            | Pareja             |
| ------------------ | ------------------ | ------------------ | ------------------ |
| 2020               | Jūrmala ( Letonia) | Medalla de plata   | Cinja Tillmann     |